# 기쿠치 가네토모

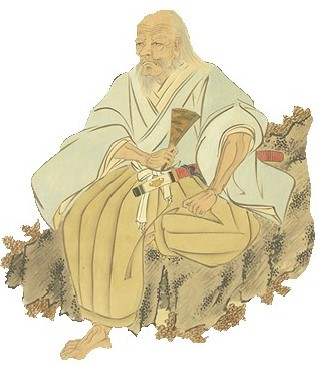
기쿠치 가네토모의 초상

기쿠치 가네토모(菊池 兼朝, きくち かねとも, 고와 3년/에이토쿠 3년(1383년) - 분안 원년 3월 8일(1444년 3월 27일))는 남북조 시대에서 무로마치 시대 전기에 걸쳐 활약했던 무장이다.
기쿠치씨의 18 대 당주로. 제17대 당주 · 기쿠치 다케토모(菊池武朝)의 아들이다. 관직은 히고노카미(肥後守), 사쿄다이후(左京大夫)였다.
기쿠치 씨로서는 최초로 무로마치 막부(室町幕府)로부터 히고 슈고(肥後守護)에 임명되었다.

## 생애
오에이 13년(1407년) 아버지의 죽음으로 가독을 이어 당주가 된다.
남북조의 합일 후 무로마치 막부는 히고 슈고 직인 아소 씨(阿蘇氏)가 기쿠치 씨에 압도되고 있는 실정을 감안하여 가네토모를 히고 슈고 직에 임명하였다. 그러나 가네토모도 아버지와 마찬가지로 무로마치 막부에 대해 반항적인 자세를 취하였다. 에이쿄 2년(1431년)에는 쇼니 미쓰사다(少弐満貞)와 연합하여 오우치 모리미(大内盛見)를 쳤다.
그러나 그 후, 막부의 태도에 대한 의견 대립과 차남 다다치카(忠親)를 편애한 나머지 장남 모치토모(持朝)와 대립하게 되었으며, 결국 모치토모에게 가독을 빼앗기고 아시키타 군(蘆北郡) 사시키(佐敷)로 쫓겨났다. 좌절한 가네토모는 분안 원년 3월 8일에 사망했다.
한편 한국의 《조선왕조실록》 태종 17년 정유(1417년) 6월 11일(을미) 기사에는 국지전(菊池殿, 기쿠치도노)의 사송인(使送人)이 조선 조정의 조아례(朝衙禮)에 참여하고, 이어서 환국을 고하였다는 기록이 있다.

## 참고 문헌
- 키무라 타다오 '오오토모 씨의 분고 지배」(초판 : 「구마모토 사학」42 호 (1973년) / 수록된 : 야기 나오키 편 "시리즈 중세 서국 사무라이 연구 제 2 권 분고 오오토모 씨"(戎光祥출판, 2014년) ISBN 978-4-86403-122-6 )